# Haillot
Haillot (en wallon Hayo) est une section de la commune belge d'Ohey située en Wallonie dans la province de Namur. 
C'était une commune à part entière avant la fusion des communes de 1977. 
Ce village condruzien des hauts de Meuse au sud de la ville d'Andenne est arrosé par le Lilot.

## Démographie
- Sources:INS, Rem:1831 jusqu'en 1970=recensements, 1976= nombre d'habitants au 31 décembre

## Patrimoine et culture

### Patrimoine architectural
- Eglise de l'Assomption. Construite en 1866 en style néo-roman[1].
- La chapelle Saint-Mort, datant du XVIIe siècle, se trouve au hameau de Saint-Mort.

## Personnalités
- Jean-Dieudonné Vierset (1705-1790), horloger y est mort.